# Urso de Prata de melhor diretor
O prêmio Urso de Prata de Melhor Diretor é concedido anualmente para o melhor trabalho de direção dentre os filmes de longa metragem selecionados para a mostra competitiva do Festival de Berlim. O prêmio foi atribuído pela primeira vez na sexta edição do festival, em 1956. O vencedor é escolhido por um júri composto em sua maioria por importantes personalidades do cinema internacional.

## Vencedores
A nação mais vezes premiada com a honraria foi os Estados Unidos (nove vezes), seguidos de França e Itália (seis vezes cada). O cineasta que mais vezes conquistou o prêmio foi o italiano Mario Monicelli (em 1957, 1976 e 1982). O indiano Satyajit Ray (em 1964 e 1965), o espanhol Carlos Saura (em 1966 e 1968) e o estadunidense Richard Linklater (em 1995 e 2014) receberam a estatueta duas vezes cada. Até hoje apenas duas diretoras receberem o prêmio: a dinamarquesa Astrid Henning-Jensen (em 1979) e a polonesa Małgorzata Szumowska (em 2015). A honraria jamais foi concedida a um cineasta proveniente de uma nação de língua portuguesa.
| Ano        | Vencedor                            | Título original                                                          | Título no Brasil                 | Título em Portugal              |
| 1956       | Robert Aldrich                      | Autumn Leaves                                                            | Folhas Mortas                    | Folhas de Outono                |
| 1957       | Mario Monicelli                     | Padri e figli                                                            | Pais e Filhos                    | Pais e Filhos                   |
| 1958       | Tadashi Imai                        | 純愛物語 (Jun'ai monogatari)                                             |                                  |                                 |
| 1959       | Akira Kurosawa                      | 隠し砦の三悪人 (Kakushi-toride no san-akunin)                            | A Fortaleza Escondida            |                                 |
| 1960       | Jean-Luc Godard                     | À bout de souffle                                                        | Acossado                         | O Acossado                      |
| 1961       | Bernhard Wicki                      | Das Wunder des Malachias                                                 |                                  | O Milagre de Malaquias          |
| 1962       | Francesco Rosi                      | Salvatore Giuliano                                                       | O Bandido Giuliano               | Salvatore Giuliano              |
| 1963       | Nikos Koundouros                    | Μικρές Αφροδίτες (Mikres Afrodites)                                      |                                  |                                 |
| 1964       | Satyajit Ray                        | মহানগর (Mahanagar)                                                        | A Grande Cidade                  | A Grande Cidade                 |
| 1965       | Satyajit Ray                        | চারুলতা (Charulata)                                                         | A Esposa Solitária               | Charulata                       |
| 1966       | Carlos Saura                        | La caza                                                                  | A Caça                           | A Caça                          |
| 1967       | Zivojin Pavlovic                    | Budjenje pacova                                                          |                                  |                                 |
| 1968       | Carlos Saura                        | Peppermint Frappé                                                        |                                  | Ideia Fixa                      |
| 1969– 1971 | Prêmio não concedido                | Prêmio não concedido                                                     | Prêmio não concedido             | Prêmio não concedido            |
| 1972       | Jean-Pierre Blanc                   | La Vieille fille                                                         |                                  | A Solteirona                    |
| 1973– 1974 | Prêmio não concedido                | Prêmio não concedido                                                     | Prêmio não concedido             | Prêmio não concedido            |
| 1975       | Sergei Solowjow                     | Сто дней после детства (Sto dnej poste detstwa)                          |                                  |                                 |
| 1976       | Mario Monicelli                     | Caro Michele                                                             |                                  |                                 |
| 1977       | Manuel Gutiérrez Aragón             | Camada negra                                                             |                                  |                                 |
| 1978       | Georgi Djulgerow                    | Avantash                                                                 |                                  |                                 |
| 1979       | Astrid Henning-Jensen               | Vinterbørn                                                               |                                  |                                 |
| 1980       | István Szabó                        | Bizalom                                                                  |                                  | Confiança                       |
| 1981       | Prêmio não concedido                | Prêmio não concedido                                                     | Prêmio não concedido             | Prêmio não concedido            |
| 1982       | Mario Monicelli                     | Il Marchese del Grillo                                                   |                                  |                                 |
| 1983       | Éric Rohmer                         | Pauline à la plage                                                       | Pauline na Praia                 | Pauline na Praia                |
| 1984       | Ettore Scola                        | Le bal                                                                   | O Baile                          | O Baile                         |
| 1985       | Robert Benton                       | Places in the Heart                                                      | Um Lugar no Coração              | Um Lugar no Coração             |
| 1986       | Georgi Schengelaja                  | ახალგაზრდა კომპოზიტორის მოგზაურობა (Achalgasrda komposotoris mogsautoba) |                                  |                                 |
| 1987       | Oliver Stone                        | Platoon                                                                  | Platoon                          | Platoon - Os Bravos do Pelotão  |
| 1988       | Norman Jewison                      | Moonstruck                                                               | Feitiço da Lua                   | O Feitiço da Lua                |
| 1989       | Dusan Hanák                         | Ja milujem, ty milujes                                                   |                                  |                                 |
| 1990       | Michael Verhoeven                   | Das schreckliche Mädchen                                                 | Uma Cidade Sem Passado           | A Rapariga Indiscreta           |
| 1991       | Jonathan Demme                      | Silence of the Lambs                                                     | O Silêncio dos Inocentes         | O Silêncio dos Inocentes        |
|            | Ricky Tognazzi                      | Ultrà                                                                    |                                  |                                 |
| 1992       | Jan Troell                          | Il Capitano                                                              |                                  |                                 |
| 1993       | Andrew Birkin                       | The Cement Garden                                                        |                                  |                                 |
| 1994       | Krzysztof Kieślowski                | Trzy kolory: Biały                                                       | A Igualdade é Branca             | Três Cores: Branco              |
| 1995       | Richard Linklater                   | Before Sunrise                                                           | Antes do Amanhecer               | Antes do Amanhecer              |
| 1996       | Richard Loncraine                   | Richard III                                                              |                                  | Ricardo III                     |
|            | Ho Yim                              | 太陽有耳 (Taiyang you er)                                                |                                  |                                 |
| 1997       | Eric Heumann                        | Port Djema                                                               |                                  |                                 |
| 1998       | Neil Jordan                         | The Butcher Boy                                                          | Nó na Garganta                   | O Rapaz do Talho                |
| 1999       | Stephen Frears                      | The Hi-Lo Country                                                        | Terra de Paixões                 | Terra Perdida                   |
| 2000       | / Miloš Forman                      | Man on the Moon                                                          | O Mundo de Andy                  | O Homem na Lua                  |
| 2001       | Lin Cheng-sheng                     | 爱你爱我 (Ai ni ai wo)                                                   |                                  |                                 |
| 2002       | Otar Iosseliani                     | Lundi matin                                                              |                                  | Segunda de Manhã                |
| 2003       | Patrice Chéreau                     | Son frère                                                                | Seu Irmão                        | O Seu Irmão                     |
| 2004       | Kim Ki-duk                          | 사마리아 (Hangeul)                                                       | Samaritana                       | Samaritana                      |
| 2005       | Marc Rothemund                      | Sophie Scholl – Die letzten Tage                                         | Uma Mulher Contra Hitler         | Sophie Scholl - Os Últimos Dias |
| 2006       | Michael Winterbottom Mat Whitecross | The Road to Guantanamo                                                   | O Caminho para Guantánamo        | O Caminho para Guantánamo       |
| 2007       | Joseph Cedar                        | בופור (Beaufort)                                                         |                                  |                                 |
| 2008       | Paul Thomas Anderson                | There Will Be Blood                                                      | Sangue Negro                     | Haverá Sangue                   |
| 2009       | Asghar Farhadi                      | درباره الی‎‎, (Darbareye Elly)                                             | À Procura de Elly                |                                 |
| 2010       | / Roman Polański                    | The Ghostwriter                                                          | O Escritor Fantasma              | O Escritor Fantasma             |
| 2011       | Ulrich Köhler                       | Schlafkrankheit                                                          | A Doença do Sono                 |                                 |
| 2012       | Christian Petzold                   | Barbara                                                                  | Barbara                          | Barbara                         |
| 2013       | David Gordon Green                  | Prince Avalance                                                          |                                  |                                 |
| 2014       | Richard Linklater                   | Boyhood                                                                  | Boyhood: Da Infância à Juventude | Boyhood: Momentos de Uma Vida   |
| 2015       | Radu Jude                           | Aferim!                                                                  |                                  |                                 |
| 2015       | Małgorzata Szumowska                | Body                                                                     | Body                             |                                 |
| 2016       | Mia Hansen-Løve                     | L'Avenir                                                                 | O Que Está Por Vir               | O Que Está Por Vir              |
| 2017       | Aki Kaurismäki                      | Toivon tuolla puolen                                                     |                                  |                                 |